# Högskolelagen
Högskolelagen (1992:1434) är en svensk lag, som reglerar de högskolor och universitet i Sverige som har staten, kommuner eller regioner (tidigare landsting), men inte privatägda lärosäten,  som huvudman.
För tillämpning av lagen har regeringen utfärdat Högskoleförordningen.
En tidigare högskolelag trädde i kraft 1977. Den ersattes av den nuvarande 1992 och ändrades senast genom autonomireformen.